# Vesela jesen 1993
XXVI. Vesela jesen je potekala 16. oktobra 1993 v dvorani Tabor v organizaciji Radia Maribor. Vodila sta jo Ida Baš in Dušan Tomažič, orkestru pa je dirigiral Edvard Holnthaner.

## Tekmovalne skladbe
| #   | Izvajalec                      | Naslov pesmi                   | Avtorji (glasbe – besedila – aranžmaja)                 | Nagrade                                                    |
| --- | ------------------------------ | ------------------------------ | ------------------------------------------------------- | ---------------------------------------------------------- |
| 1.  | Aleksander Jež                 | N' Štaj'rsk'm pa zmirm luš' bo | Aleksander Jež – Jež – Dušan Zore                       | zlati klopotec; 1. nagrada občinstva                       |
| 2.  | Silvin Korošec                 | Veseliva se ženica             | Silvin Korošec – Korošec – Bojan Adamič                 |                                                            |
| 3.  | Magnet                         | Prekmurci smo veseli           | Geno Tinev – Tinev – Edvard Holnthaner                  |                                                            |
| 4.  | Sanja Mlinar                   | Narlepša dečva                 | Irena Vrčkovnik – Mitja Šipek – Igor Podpečan           | 3. nagrada občinstva; 3. nag. za besedilo; nag. za izvedbo |
| 5.  | Sanja Mlinar                   | Premvada sm še                 | Edvin Fliser – Darja Mlinar – Jože Privšek              |                                                            |
| 6.  | Čudežna polja                  | Naša dekleta                   | Leopold Lešnik – Dare Hering – Jože Privšek             |                                                            |
| 7.  | Čudežna polja                  | Jes pač nis'n na bencin        | Igor Podpečan – Vera Šolinc – Danilo Ženko              |                                                            |
| 8.  | Andreja Zakonjšek              | Uspavanka                      | Edvin Fliser – Anita Hudl – Jani Golob                  |                                                            |
| 9.  | Vindy                          | Pjebi n'č ne glejte me         | Igor Podpečan – Vera Šolinc – Podpečan                  | 2. nagrada občinstva                                       |
| 10. | Natalija Kolšek                | Slovenija, pozdravljena        | Boris Rošker – Metka Karba Jauk – Jože Privšek          | 1. nagrada strokovne žirije; 1. nag. za besedilo           |
| 11. | Robi Horvat                    | Tebi spejvlen jes              | Jože Gerenčer – Marija Gerenčer – Boris Rošker          |                                                            |
| 12. | Biba Benussi                   | Spomin na Štajersko            | Vlado Benussi – Metka Karba Jauk – Danilo Ženko         |                                                            |
| 13. | Andreja Korošec & Jože Dajčman | Ti prešmentana žgajara         | Primož Urh – Miroslav Slana – Mojmir Sepe               | 2. nagrada za besedilo                                     |
| 14. | Malibu                         | Jonez kmet                     | Matjaž Slabe – Slabe, Marjan Uljan – Sandi Cekada & Fak |                                                            |
| 15. | Nuša & Karavans                | Plejši                         | Boris Rošker – Vinko Šimek – Edvard Holnthaner          | nagrada za aranžma                                         |
| 16. | Boris Kopitar                  | Cvet z gora                    | Milan Ferlež – Ivan Sivec – Ferlež                      |                                                            |